# Kajto
Kajto is een muziekgroep uit de Nederlandse provincie Friesland en brengt sinds 1988 levendige volksmuziek in het Esperanto. Tijdens optredens nodigen ze hun publiek vaak uit om mee te zingen.
In 2004 toerde Kajto door Duitsland naar aanleiding van de toekenning aan de groep van de FAME Kultur-Premio in Aalen, de belangrijkste culturele prijs in de Esperanto-wereld. De prijs draagt de naam van de gelijknamige stichting die is vernoemd naar Franz Alois Meiners.
Ze zingen ook in het Fries. In Friesland is de groep bekend als Kat yn 't Seil.

## Discografie
- Lokomotivo, rulu nun! (2004)

- Masko (1999)
  1. Para-fino
  2. Ardas havena vivo
  3. Masko
  4. El mizero
  5. La malnova balancilo
  6. Rezono
  7. Madloto-rezono
  8. Dormu milde
  9. Utila eraro
  10. La lasta kanto
- Tohuvabohuo (1993)
- Procesio Multkolora (1991)
- Flugdrako (1989)
  1. Dancanta ĉevalo
  2. Mi memoras
  3. Sen reveno
  4. Mi ne volas ellitiĝi
  5. La soldato kiu marŝas
  6. Iri vendi azenon
  7. Averto
  8. Soleco
  9. Forveturo
  10. Orangutango
  11. Ran-kvarteto
  12. Tosto
  13. Trista maristo
  14. Kvalifikoj nenecesaj
  15. Vosto
  16. Knabo kaj kajto

## Boeken
De groep heeft ook twee boeken in het Esperanto uitgebracht:
- Kajto – kanonoj : tekst en muzieknoten van 18 canons (1995)
- Kajto – kantlibro: partituren, foto's en teksten uit de eerste drie CD's (1995)